# Oxidativt hærdende olie
Oxidativt hærdende olier er olier, som ved reaktion med luftens ilt går fra at være i flydende form til at få en fast konsistens. Man siger at olien "tørrer" selvom der ikke er tale om en tørring i ren fysisk forstand, men i stedet en kemisk reaktion som fører til dannelsen af en polymer. I Farve og Lak branchen bruger man da også oftere betegnelsen at olien hærder.
I starten vil den hærdede olie være blød og gummiagtig, men med tiden bliver den mere hård. Man siger at den gennemhærder.

## Karakteristika
Oxidativt tørrende olier er ligesom mange andre naturlige fedtstoffer opbygget af triglycerider. De oxidativt tørrende olier er kendetegnet ved, at en stor andel af fedtsyrerne i triglyceriderne, er umættede eller flerumættede. Det vil sige at de har en (umættede) eller flere (flerumættede) dobbeltbindinger (-CH=CH-). De typer som anvendes i farve og lak industrien, er altoverjende af vegetabilsk oprindelse, hvor de mest almindelige er udvundet af:
- hørfrø (linolie)
- solsikkekerner
- sojabønner
- safflowerfrø
- Ricinusfrø (amerikansk olie).

Adskillige andre mindre kendte olietyper forekommer også, f.eks. fiskeolier.
Det, at de kan tørre, betyder som nævnt, at de ved en oxygeninitieret proces kan polymerisere (tørre). Der er således ikke tale om, at der er noget fra olien der fordamper og efterlader en ”tør” olie.
At der er tale om en kemisk reaktion og ikke en simpel fysisk tørring er også forklaringen på at klude vædet med tørrende olie under uheldige omstændigheder kan selvantænde, fordi den kemiske reaktion udvikler varme. Derfor anbefaler producenter af produkter baseret på tørrende olier næsten altid, at man bortskaffer klude i en lukket metalbeholder udendørs, gennembløder dem med vand eller hænger dem op på en tørresnor, så de ikke kan akkumulere den dannede varme. Følger man disse simple anvisninger er produkterne ufarlige at arbejde med.
De bedste typer af tørrende olier er kendetegnet ved, at de består af en relativt stor andel af umættede fedtsyrer – både enkelt- og flerumættede fedtsyrer. Dvs mange dobbeltbindinger og dermed stor reaktivitet overfor ilt. Fedtsyrerne er forestrede med glycerin og forekommer som triglycerider.

## Reaktion med ilt
Kendetegnet for umættede fedtsyrer er, at de let undergår iltning eller autoxidation, hvor der via flere trin dannes reaktive frie radikaler og peroxider, der i sig selv let spaltes til nye frie radikaler. Via elektronstrukturen er dobbeltbindingernes rolle at stabilisere radikal-intermediatet – dvs. den uparrede elektron på et nabo kulstofatom. Dette kan forklares ved hjælp af molekylorbitalteori.
Tilstedeværelse af metaller kan accelerere denne proces dramatisk ved at fremskynde spaltningen af hydroperoxider. I farve og lak branchen bruges i dag ofte cobolt, mangan, zirkonium, calcium, jern (link) m.fl. I gamle dage var bly (link) det mest anvendte, dog anvendes det ikke mere i dag pga. dets giftighed.
Dannelsen af frie radikaler er en kædereaktion, hvor radikaler reagerer med nye molekylder og danner nye radikaler. Kilden til dannelsen af dem er tilstedeværelsen af ilt.
Kædereaktionen termineres ved at to radikaler reagerer, hvorved de to uparrede elektroner parres og danner en ureaktiv species. Ved dette dannes der krydsbinger.
Ved dannelse af en krydsbinding imellem to triglyceridmolekyler dannes et nyt endnu større molekyle. Jo flere krydsbindinger der dannes, jo højere bliver viskositeten og til sidst dannes en fast gummiagtig substans. Som tiden går og der sker yderligere oxidation og yderligere krydsbinding, kan denne blive ganske hård og næsten glasagtig – hvilket enhver, der har prøvet at slibe gammel fernis af, ved alt for godt.

## Produkter baseret på tørrende olier
Tørrende olier danner grundlag for kogte olier, standolier, alkyder og sjældnere oliemodificerede polyurethaner og acrylater m.fl.
Tørrende olier danner basis for oliemaling og herunder linoliemaling, som var meget almindelig i gamle dage, men i dag er fortrængt af malinger baseret på syntetiske bindemidler. De er dog begyndt at vinde popularitet igen med det øgede fokus på at anvende fornybare og CO2 neutrale råstoffer. Linoliemaling er således en meget miljøvenling maling.